# Kozmopolitstvo
Beseda "kozmopolitski", ki izvira iz grške besede kosmopolitēs (državljan sveta), je bila skozi zgodovino uporabljena za opis različnih pomembnih pogledov v moralni in socialno-politični filozofiji. Jedro, ki ga delijo vsi kozmopolitski pogledi, je ideja, da so vsi ljudje, ne glede na njihovo politično pripadnost, (ali lahko in bi morali biti) državljani ene same skupnosti. Različne oblike kozmopolitizma si to skupnost predstavljajo na različne načine, nekatere se osredotočajo na politične institucije, druge na moralne norme ali odnose, spet druge pa na skupne trge ali oblike kulturnega izražanja. 
V večini različic kozmopolitizma "univerzalna skupnost" svetovnih državljanov deluje kot pozitivni ideal, ki ga je treba gojiti, vendar obstajajo tudi različice, v katerih predstavlja predvsem osnovo za zavračanje obstoja posebnih obveznosti do lokalnih oblik političnih organizacij. Različice kozmopolitizma se prav tako razlikujejo glede na pojmovanje državljanstva, vključno s tem, ali uporabljajo pojem "svetovno državljanstvo" dobesedno ali metaforično. Filozofski interes za kozmopolitizem leži v njegovem izzivu za splošno priznane navezanosti na sopotnike, lokalno državo, ozko deljene kulture in podobno.
V pojmovanju svetovljanstva se torej prepletata dva sklopa. Ena je zamisel, da imamo obveznosti do drugih, obveznosti, ki presegajo tiste, s katerimi smo povezani z vezmi sorodstva in prijaznosti, ali celo bolj formalnimi vezmi skupnega državljanstva. Drugo pa je, da resno jemljemo vrednost ne le človeškega življenja, ampak posameznih človeških življenj, kar pomeni, da se zanimamo za prakse in prepričanja, ki jim dajejo pomen. Svetovljan ve, da smo si ljudje različni, ve pa tudi, da se da iz naših razlik marsikaj naučiti. Ker obstaja toliko človeških možnosti, ki jih je vredno raziskati, kozmopolitstvo niti ne pričakuje niti ne želi, da bi se vsak človek ali vsaka družba zbližala v enem samem načinu življenja. Ne glede na naše obveznosti do drugih (ali njihove do nas), imajo pravico iti svojo pot.

## Etimologija
"Človek sveta; državljan sveta, tisti, ki je kosmopolit v idejah ali življenju," iz 1610. Beseda izvira iz latinizirane oblike grške besede κοσμοπολίτης kosmopolites "državljan sveta," iz κόσμος kosmos "svet"+ πολίτης polites "državljan," iz polis "mesto". V običajni rabi 17. stoletja v nevtralnem smislu; izginil je v 18. stoletju, a je bil obujen od približno leta 1800 z rahlim pridihom očitanja (nasproti besedi domoljub).

## Zgodovina

### Grško in rimsko kozmopolitstvo
Politčna kultura, idealizirana v spisih Platona in Aristotela, ni kozmopolitska. V tej kulturi se človek najprej in predvsem identificira kot državljan polisa, s tem pa signalizira, katerim institucijam in kateremu skupku ljudi je zvest. Od njega je pričakovano, da pomaga pri obrambi mesta pred napadi, vzdržuje njegove institucije pravičnosti ter prispeva k njegovemu splošnemu dobremu. Na ta način je njegovo lastno iskanje dobrega življenja neposredno povezano z usodo mesta in s podobnim iskanjem, ki ga izvajajo drugi prebivalci mesta. Nasprotno, od dobrega človeka ne bi pričakovali, da bi delil ali služil kakršnim koli tujcem, ki živijo zunaj mesta. Kakršna koli kozmopolitska pričakovanja za dobrega Atenčana bi se nanašala le na skrb za tiste tujce, ki naključno prebivajo v Atenah. Vendar pa ni bilo klasično grško razmišljanje enotno protikozmopolitsko. Aktivno izključevanje tujcev iz katere koli etične obravnave ali aktivno usmerjanje tujcev v nepravično obravnavo gre korak dlje od osredotočenja storitev in skrbi na rojake, dejansko pa je ciljanje "barbarov" zgodovinsko povezano z vzponom panhelenskega gibanja in ne z ožjim poudarkom na polisu.
A tudi Platon in Aristotel sta pisala, da so se drugi Grki soočali s kozmopolitskimi izzivi. Morda so najbolj očitni izzivi prihajali od potujočih intelektualcev, ki so vztrajali pri nasprotju med konvencionalnimi vezmi politike in naravnimi vezmi človeštva. Platon na primer v Protagori pripisuje sofistu Hippiasu nagovarjanje raznolike skupine Atenčanov in tujcev, prisotnih v Calliasovi hiši (337c7–d3):
Pristotni gospodje ... Vas vse smatram za sorodnike, znance in rojake - po naravi in ne po konvenciji; kajti podobno je po naravi sorodno podobnemu, medtem ko konvencija, ki je tiran nad ljudmi, prisili marsikaj v nasprotju z naravo.
Prvi filozof na Zahodu, ki je dal izrecen izraz kozmopolitizmu, je bil sokratovsko navdahnjeni kinik Diogen iz Sinope, v 4. stoletju pr. n. št. Pravijo, da je, ko so ga vprašali, od kod je, odgovoril: "Sem državljan sveta [kosmopolitês]." (Diogenes Laertius, 1979, 65/IV 63). Formulacija naj bi bila paradoksalna in je odražala splošni ciniški skepticizem do navad in tradicije. Vendar zgodovinski zapisi ne kažejo, da bi Diogen pristašil uvedbe svetovne države. Pravzaprav zgodovinski zapisi nedvoumno ne ponujajo Diogenu nobenih pozitivnih zavez, ki bi jih lahko razumeli kot kozmopolitske. Največ, kar lahko storimo, da najdemo pozitivni kozmopolitizem v Diogenu, je, da vztrajamo, da naj bi celoten cinični način življenja bil kozmopolitski: z življenjem v skladu z naravo in zavrnitvijo tega, kar je konvencionalno, kinik postavlja zgled visoko misleče kreposti za vsa druga človeška bitja.
Nazor so potem prevzeli in razdelali stoiki v tretjem stoletju pr. n. št. Stoicizem Rimljanov – Cicerona, Seneke, Epikteta in cesarja Marka Avrelija – se je izkazal za sorodnega številnim krščanskim intelektualcem, ko je krščanstvo postalo religija rimskega imperija. Medtem ko Diogen običajno velja za prvega kozmopolita, Ciceron pripisuje podobno trditev Sokratu, ko relativizira volilno pravico iz izgnanstva za krepostnega (modrega) človeka: "Ko so Sokrata vprašali, naj poimenuje svoje mesto, je rekel: 'Svet'; saj se je imel za prebivalca in državljana vsega sveta."
Za vsaj nekatere stoike v Rimu so stvari nekoliko drugačne. Po eni strani postane kozmopolitizem manj zahteven. Čeprav Hrizip omeji državljanstvo v kozmosu na tiste, ki dejansko živijo v skladu s kozmosom in njegovim zakonom, rimski stoiki državljanstvo razširijo na vse ljudi zaradi njihove racionalnosti. Po drugi strani pa postane lokalno državljanstvo bolj zahtevno.
Stoični kozmopolitizem je bil v svojih različnih podobah izjemno prepričljiv po vsem grško-rimskem svetu. Delno je ta uspeh mogoče razložiti z opažanjem, kako kozmopolitski je bil svet v tistem času. Aleksandrove osvojitve in kasnejša delitev njegovega imperija na naslednja kraljestva so lokalnim mestom odvzeli velik del njihove tradicionalne oblasti in spodbudili povečane stike med mesti, kasneje pa je vzpon rimskega imperija združil celotno Sredozemlje pod eno politično oblastjo.

### Zgodnje krščanstvo in srednji vek
Zelo je kozmopolitstvo vplivalo na zgodnji razvoj krščanstva. Ta razvoj ima dve pomembni in dolgotrajni posledici, ki ju kanonizira Avguštin. Prvič, kozmopolis spet postane skupnost samo za določene ljudi. Avguštin to točko najbolj jasno naredi s tem, ko omeji državljanstvo v Božjem mestu na tiste, ki ljubijo Boga. Vse druge se zaradi ljubezni do samega sebe premeščajo v nižjo - čeprav še vedno univerzalno - zemeljsko mesto. Ti dve mesti sveta, ki sta obsojeni, da bosta soobstajali prepleteni do končnega sodnega dne, razdelita prebivalce sveta. Drugič, politično delo je ločeno od naloge gradnje dobrih človeških življenj in življenj pravičnosti. 
Naslednjih nekaj stoletij so se razprave v politični filozofiji vrtele okoli razmerja med 'časno' politično avtoriteto in 'večno' Cerkvijo. Toda poudarek na kozmopolitskem vidiku Cerkve je oslabel, kljub njenemu idealu verske skupnosti, ki obsega vse ljudi. Na kratko, razprava je zdaj nasprotovala svetovnemu in religioznemu, ne pa lokalnemu in kozmopolitskemu. Ta razprava je bila pogosto povezana s kozmopolitskimi posledicami, kar je jasno razvidno iz Dantejeve Monarhije (ca. 1314). Toda njegov primer izhaja iz Aristotela in rimske zgodovine, in ne toliko iz ideala kozmopolisa ali svetovnega državljanstva.

### Zgodnjenovoveški in razsvetljenski kozmopolitizem
Kozmopolitizem se je začel znova uveljavljati s študijem starejših besedil, vendar je v humanizmu kozmopolitizem ostal izjema. Kljub temu da so bili antični kozmopolitski viri dobro znani in da so mnogi humanisti poudarjali osnovno enotnost vseh religij, niso razvili te ideje v kozmopolitskih izrazih. Nekateri avtorji, zlasti Erazem Rotterdamski, so se izrecno sklicevali na antični kozmopolitizem, da bi zagovarjali ideal svetovnega miru. Poudarjajoč enotnost človeštva nad njegovim razdeljevanjem na različne države in ljudstva, je Erasmus zagovarjal nacionalno in versko strpnost ter enako misleče ljudi obravnaval kot svoje rojake.
Zgodnja moderna teorija naravnega prava je bila predlagana kot možen katalizator za razvoj filozofskega kozmopolitizma. S svojimi sekularnimi nagnjenji in prevladujočim individualističnim pogledom med njegovimi zagovorniki, ki poudarjajo skupne značilnosti vseh ljudi, se zdi kot osnova za povezovanje celotnega človeštva. Kljub temu mnogi zgodnjemoderni teoretiki naravnega prava opozarjajo, da tisto, kar povezuje vse posameznike, ni nujno želja po izolirani samopostavitvi, in da univerzalnost te želje ne predstavlja osnovne vezi, ki bi morala združevati vse ljudi v univerzalno skupnost.
Ugledni zgodovinar in mislec, ki je stoiške ideje prevzel kakšnih sto let pozneje je Hugo Grotius in ki je slavno opisal pravila mednarodne interakcije v času vojne in miru. Njegove knjiga The Rights of War and Peace se poleg zakonov med državami, ukvarja tudi z zakoni, ki urejajo odnose med državami in nedržavljani. Poleg številnih drugih dejstev njegovega dela, pripisuje pravice ne le državljanom ali pripadnikom naroda, temveč človeku kot takemu. Grotius trdi, da imajo vsi posamezniki naravne pravice, tudi pripadniki drugih ljudstev ali izgnanci (kot je bil sam Grotius večino svojega življenja) in ljudje drugih ver, kot so na primer avtohtoni prebivalci Amerike. Naravne pravice izhajajo iz določenih nespremenljivih dejstev o človeški naravi. Za Grotiusa je najpomembnejša človeška lastnost naravna družabnost. Z družabnostjo misli dejstvo, da ljudje nimajo le želje po življenju v družbeni skupnosti, ampak so k temu tudi naravno nagnjeni. Niso, kot bi na primer trdil Hobbes, izključno zainteresirani za lastno blaginjo, ampak imajo naravni instinkt, da živijo v harmoniji in ne v konfliktu z drugimi ljudmi.
Zgodovinski kontekst filozofskega ponovnega vzpona kozmopolitizma med razsvetljenstvom sestavlja veliko dejavnikov: naraščajoči vzpon kapitalizma in svetovne trgovine ter njegove teoretske odmeve; realnost vedno večjih imperijev, katerih dosegi so se razširili po vsem svetu; potovanja po svetu in antropološka "odkritja", ki so jih olajšala; obnovljen interes za helenistično filozofijo; in vzpon pojma človekovih pravic ter filozofski poudarek na človeškem razumu. Številni intelektualci tistega časa so svoje članstvo v transnacionalni t.i. "republiki pisem" smatrali za pomembnejše kot članstvo v določeni politični državi, še posebej, ker je bil njihov odnos s svojo vlado pogosto napet zaradi vprašanj cenzure. To jih je pripravilo, da razmišljajo v drugačnih smereh kot države in ljudstva ter sprejmejo kozmopolitsko perspektivo. Pod vplivom ameriške revolucije, še posebej pa v prvih letih francoske revolucije, je kozmopolitizem dobil najmočnejši zagon. Leta 1789 razglašena Deklaracija o pravicah človeka in državljana je izšla tudi iz kozmopolitskih načinov razmišljanja in jih obenem še okrepila.
V osemnajstem stoletju so bili izrazi kozmopolitizem in svetovno državljanstvo pogosto uporabljeni ne kot oznake za določene filozofske teorije, temveč kot pokazatelj odprtega uma in nepristranskosti. Kozmopolit je bil nekdo, ki ni bil podložen določeni verski ali politični avtoriteti, nekdo, ki ni bil pristranski zaradi določenih lojalnosti ali kulturnih predsodkov. Poleg tega je bil izraz včasih uporabljen tudi za označevanje osebe, ki je vodila mestni življenjski slog, ali za tistega, ki je bil navdušen nad potovanjem, negoval mrežo mednarodnih stikov ali se je počutil domače povsod. V tem smislu je Enciklopedija navedla, da se je "kozmopolit" pogosto uporabljal za označevanje "človeka brez stalnega prebivališča ali človeka, ki nikjer ni tujec". Čeprav so filozofski avtorji, kot so Montesquieu, Voltaire, Diderot, Addison, Hume in Jefferson, sami sebe prepoznavali kot kozmopolite v enem ali več teh pomenov, ti načini uporabe niso bili posebej filozofsko zanimivi.
Še posebej v drugi polovici stoletja pa je bil izraz vse pogosteje uporabljen tudi za označevanje določenih filozofskih prepričanj. Nekateri avtorji so obudili tradicijo kinikov. Francoski pisatelj Louis-Charles Fougeret de Monbron v svojem avtobiografskem poročilu iz leta 1753, Le Cosmopolite, opisuje, kako potuje povsod, ne da bi bil zavezan kateremu koli kraju.
Kljub temu, da se je le nekaj avtorjev zavezalo temu kozmopolitizmu, je to različica, ki so jo takratni kritiki vzeli kot svoj cilj. Na primer, Rousseau se pritožuje, da kozmopoliti "hvalijo, da ljubijo vsakogar, da bi imeli pravico, da ne ljubijo nikogar" (Genevska verzija Splošne pogodbe, 158). Johann Georg Schlosser v kritični pesmi Der Kosmopolit piše: "Bolje je biti ponosen na svojo nacijo kot da je sploh ni," očitno domnevajoč, da kozmopolitizem vključuje slednje.
Vendar se večina zagovornikov kozmopolitizma v 18. stoletju ni prepoznala v teh kritičnih opisih. Kozmopolitizem so razumeli ne kot obliko ultraindividualizma, temveč, nasprotno, sklicujoč se na stoično tradicijo, kot pozitivni moralni ideal univerzalne človeške skupnosti, in tega ideala niso smatrali za sovražnega do bolj specifičnih pripadnosti. Nekateri, kot je nemški avtor Christoph Martin Wieland, nekoč imenovan tudi nemški Voltair, so ostali zelo blizu stoičnih pogledov. Pa tudi sam Voltaire je zgovorno govoril o obveznosti razumevanja tistih, s katerimi si delimo planet, in to potrebo izrecno povezal z našo globalno gospodarsko soodvisnostjo. Drugi so razvili kozmopolitsko moralno teorijo, ki pa je bila značilno nova. Po Kantu so vsa racionalna bitja člani enotne moralne skupnosti. Podobno kot državljani v političnem (republikanskem) smislu, ker delijo značilnosti svobode, enakosti in neodvisnosti ter živijo pod lastnimi zakoni. Njihovi skupni zakoni pa so moralni zakoni, utemeljeni v razumu.
Zgodnji utilitarni kozmopoliti, kot je bil Jeremy Bentham, so nasprotno zagovarjali svoj kozmopolitizem z izpostavljanjem "skupne in enake koristi vseh narodov". Moralni kozmopoliti so smatrali vse ljudi za "brate"– analogija, s katero so želeli poudariti temeljno enakost vseh ljudi, ki preprečuje suženjstvo, kolonialno izkoriščanje, fevdalno hierarhijo in različne oblike tutorstva. Številni avtorji so svoj moralni kozmopolitizem združevali s svojim zagovorom premoči moških nad ženskami ali "belcev" nad drugimi "rasami".
Nekateri kozmopoliti so svoje mnenje razvili v politično teorijo o mednarodnih odnosih. Eden izmed bolj radikalnih političnih kozmopolitov je bil Anacharsis Cloots (Jean-Baptiste du Val-de-Grace, baron de Cloots, 1755–1794). Cloots je zagovarjal odpravo vseh obstoječih držav in ustanovitev ene same svetovne države, pod katero bi bili vsi človeški posamezniki neposredno podrejeni. Njegovi argumenti so temeljili predvsem na splošni strukturi teorije socialne pogodbe. Če je v splošnem interesu vseh, da se podredijo oblasti države, ki izvaja zakone, ki zagotavljajo varnost, potem ta argument velja po celem svetu in upravičuje ustanovitev svetovne "republike združenih posameznikov", ne pa mnogih držav, ki so v naravnem stanju v odnosu druga na drugo. Drugič, trdi, da bi morala suverenost prebivati pri ljudeh in da koncept suverenosti sam po sebi, ker vključuje nedeljivost, pomeni, da lahko obstaja le en suvereni subjekt na svetu, in sicer človeška rasa kot celota.
Večina drugih političnih kozmopolitov ni šla tako daleč. Immanuel Kant, najbolj znano, je zagovarjal veliko šibkejšo obliko mednarodnega pravnega reda, in sicer "zveze narodov". V knjigi K večnemu miru (1795) Kant trdi, da je resničen in svetovni mir mogoč le, če se države notranje organizirajo v skladu z "republikanskimi" načeli, ko se zunanje organizirajo v prostovoljno zvezo zaradi ohranjanja miru, in ko spoštujejo človekove pravice ne samo svojih državljanov, ampak tudi tujcev. Trdi, da zveza držav ne sme imeti prisilnih vojaških pooblastil, ker bi to kršilo notranjo suverenost držav.
Nekateri kritiki so v odgovor trdili, da je Kantov položaj nekonsistenten, ker po njihovem mnenju edini način za popolno premagovanje naravnega stanja med državami zahteva, da se slednje združijo v federativno unijo s prisilnimi pooblastili. Zgodnji Fichte je preoblikoval koncept suverenosti, saj ga je razumel kot plastnega, in to mu je omogočilo trditi, da bi morale države prenesti del svoje suverenosti na zvezno raven, vendar samo tisti del, ki se nanaša na njihove zunanje odnose z drugimi državami, medtem ko bi ohranile suverenost držav, ki se nanaša na njihove notranje zadeve. Romantični avtorji pa so menili, da idealna država sploh ne sme vključevati prisile, in posledično tudi, da bi moral biti kozmopolitski ideal svetovna republika "bratskih" neavtoritarnih republik (mladi Friedrich Schlegel).
Kant je prav tako vpeljal koncept "kozmopolitskega prava", kar nakazuje tretjo sfero javnega prava – poleg ustavnega prava in mednarodnega prava – v kateri imajo tako države kot posamezniki pravice, in kjer imajo posamezniki te pravice kot "državljani zemlje" in ne kot državljani določenih držav.

#### Ekonomsko kozmopolitstvo
Poleg moralnih in političnih oblik kozmopolitizma se je v tem času pojavila tudi ekonomska oblika kozmopolitske teorije. Bolj svobodna trgovina, ki so jo zagovarjali nasprotniki merkantilizma v 18. stoletju, zlasti Adam Smith, se je razvila v ideal globalnega prostega trga. Njihov ideal je bil svet, v katerem so tarife in druge omejitve tujega trga odpravljene, svet, v katerem trg, ne pa vlada, skrbi za potrebe ljudi. Nasproti merkantilizmu so trdili, da je za vse ljudi bolj koristno, če država uvaža tiste dobrine, ki so doma dražje za proizvodnjo, in da bi odprava protekcionizma koristila vsem. Če bi druge države imele korist od svojih izvozov, bi dosegle višji standard življenja in postale še boljše trgovske partnerice, ker bi lahko tudi več uvažale. Poleg tega bi posledično pomen nacionalnih vlad dramatično upadel. Ker so nacionalne vlade večinoma osredotočene na nacionalno gospodarstvo in obrambo bi njihova nadaljnja vloga največkrat ostala pomožna.

### Kozmopolitstvo v 19. in 20. stoletju
Kozmopolitstvo iz obdobja razsvetljenstva je pustil pomemben pečat, oblikoval je debate skozi naslednje stoletje. V devetnajstem stoletju je vzpon gospodarske globalizacije sprožil močne odzive, zlasti pri mislecih kot sta Karl Marx in Friderich Engels. Kozmopolitizem sta identificirala kot ideološki odsev kapitalizma in poudarjala njegovo vlogo pri vzdrževanju ekspanzivne narave tržnega kapitalizma onkraj nacionalnih meja. po drugi strani pa sta oba poudarjala skupne interese svetovnega proletariata in zagovarjala mednarodno solidarnost, ki je predstavljala obliko proletarskega kozmopolitizma, usmerjenega v preseganje nacionalnih delitev.
Dopisi o globalnem kapitalizmu in mednarodnem delavskem gibanju so vztrajali, pri čemer je ekonomski kozmopolitizem našel izraz v zagovarjanju odprtih trgov, tako pri figurah kot so Adam Smith, Friedrich von Hayek in Milton Friedman. Medtem so se komunistične različice kozmopolitizma še naprej razvijale, vendar znotraj leninistično-stalinske tradicije, ki je pogosto zaničevala sam izraz.
Drugi vztrajen vidik kozmopolitizma iz osemnajstega stoletja se kaže v prizadevanjih za spodbujanje globalnega miru. Kantov predlog o večnem miru so primerjali z ureditvami, kot sta Liga narodov in Združeni narodi, kar poudarja poskuse vzpostavitve mednarodnih mehanizmov za reševanje konfliktov in sodelovanje. Kljub temu pa določene značilnosti Kantove vizije, kot je na primer odprava stalnih vojsk, niso bile v celoti uresničene. Konec hladne vojne je ponovno zanetil razprave o najbolj učinkoviti svetovni ureditvi za spodbujanje globalnega miru, podobno kot po prvih in drugih svetovnih vojnah.
Pojav institucij, kot je Mednarodno kazensko sodišče, predstavlja inovativno obliko kozmopolitizma, ki napreduje v ideji posamezne odgovornosti v okviru mednarodnega prava in izziva načelo absolutne državne suverenosti. Poleg tega so moralni filozofi in humanitarne organizacije poudarjali kozmopolitske vrednote pri zagovarjanju humanitarne pomoči, nasprotovanju suženjstvu in apartheidu ter spodbujanju emancipacije žensk, kar kaže na širok obseg kozmopolitskih načel onkraj zgolj ekonomskih ali političnih zadev.
Je pa kozmopolitizem v 60. letih prejšnjega stoletja zopet začel dobivati bolj negativno konotacijo. To je vidno predvsem v državah bivše Sovjetske zveze. Slovarji v 70. in 80. letih besedo definirajo na način: "Kozmopolitizem reakcionarna buržuazna ideologija promovira v danih okoliščinah kot nedefinirano v odnosu z domovino, ljudmi in nacionalno kulturo. Poskuša zanikati vsak boj za nacionalno suverenost, da bi ustvarila nekakšno svetovno državo in z njo svetovno državljanstvo. Buržoazijski kozmopolitizem je v nasprotju s proletarskim internacionalizmom in je do njega sovražen." Potem pa se je v slovarjih po letu 1996 stanje nekoliko spremenilo. Prej močan naslon na ideologijo je bil opuščen, čeprav negativni poudarek ostane.

## Kritika
Kozmopolitizem se sooča z dvema glavnima težavama. Prvi problem zadeva kozmopolitizem, ki je močno povezan z utopijo svetovne države. V svetu, ki se vrača k politiki moči in nacionalnim interesom, pa je o tzakšni ideji težko resno razpravljati. Prva težava pa že vodi k drugi. Če je kozmopolitizem ločen od svetovne države, kaj je potem tisto, kar je skupno vsem kozmopolitom? Vsi svetovljani priznavajo enako moralno vrednost vseh ljudi, ne glede na to, kje živijo in kje so rojeni. Tak nazor se ponavadi imenuje "moralni kozmopolitizem", pri njem pa je poudarjeno, da je ta osnovna etična usmeritev neodvisna od odobritve katere koli definirane institucionalne strukture.